# Associazione per la Rinascita del Madagascar
L'Associazione per la Rinascita del Madagascar (in francese: Association pour la renaissance de Madagascar; in malgascio: Andry sy riana enti-manavotra an'i Madigasikara - AREMA) è un partito politico del Madagascar.
Fu fondato nel 1976 dall'allora Presidente della Repubblica Didier Ratsiraka con la denominazione di Avanguardia per la Rivoluzione Malgascia (in francese: Avant-garde pour la Révolution malgache; in malgascio: Antokin'ny Revolisiona Malagasy); successivamente ridenominato Avanguardia per la Rinascita del Madagascar (in francese: Avant-garde pour la Rénovation de Madagascar; in malgascio: Andry sy Rihana Enti-Manavotra an'i Madagasikara), nel 1997 ha assunto l'attuale denominazione.
Dopo la istituzione della Repubblica democratica del Madagascar l'AREMA divenne di fatto l'unico partito legale, controllando la maggioranza assoluta dei seggi del Parlamento.